# Gardner Minshew
Gardner Flint Minshew II (Flowood, Misisipi, 16 de mayo de 1996), más conocido como Gardner Minshew, apodado Mustache o Jockstrap King, es un jugador profesional estadounidense de fútbol americano que se desempeña en la posición de quarterback kansas City Chiefs equipo de la National Football League (NFL).

## Carrera
Fue seleccionado en la sexta ronda en la Reunión Anual de Selección de Jugadores de la NFL de 2019. Hizo su debut profesional con el equipo Jacksonville Jaguars, en el cual jugó tres temporadas (2019-2021), después pasó a Philadelphia Eagles (2021-2023), luego a Indianapolis Colts, donde jugó una temporada. En 2024 pasó a Las Vegas Raiders.